# Гаплогруппа U (мтДНК)
В популяционной генетике человека гаплогруппой U называют одну из гаплогрупп, выявленных при анализе последовательности мутаций в митохондриальной ДНК (mtDNA). Эта гаплогруппа широко распространена в Европе, её носители отделились от макрогруппы R, подгруппы в гаплогруппе N, около 60 тыс. лет назад. За прошедшее с тех пор время гаплогруппа U, кроме Европы, распространилась также в Северной Африке, Аравии, Индии и на Ближнем Востоке.
Разделилась на 8 подгрупп, от гаплогруппы U8 отделилась также гаплогруппа К.
Гаплогруппу U определили у образца MA-1 со стоянки Мальта́ (23 891—24 423 л. н.).
Гаплогруппу U, содержащую семь «диагностических» позиций, которые отличают её от последовательностей мтДНК других людей (Дольни-Вестонице-14, Лошбур, Оберкассель, саамы), определили у образца DCP1 из Денисовой пещеры (от 19 000 до 25 000 л. н.).

## Гаплогруппа U1
В основном встречается на Ближнем Востоке, хотя с более низкой частотой может быть также обнаружена во всём Средиземноморье. Например, U1a распространена на большом пространстве от Индии до Атлантики, но очень редко встречается на западных и северных берегах Европы, в том числе на Британских островах и в Скандинавии. Несколько носителей обнаружено в Италии (в Тоскане). В Индии U1a найдена в западной части. U1b распространена в тех же регионах, но с ещё меньшей частотой. Немногочисленные носители обнаружены в еврейской диаспоре. В Восточной Европе U1a и U1b распространены с одинаковой частотой. U1a1a определена у образцов из римско-христианского кладбища Келлис 2 (K2) в египетском оазисе Дахла. U1b2 определена у образца из карельской Хийтолы (1200—1500 гг.) в Лахденпохском районе.

## Гаплогруппа U5
Наряду с U8a, U5 — старейшая гаплогруппа в Европе. Возраст — от 50 до 60 тыс. лет. Чаще всего U5 встречается на севере, среди саамов (U5b1b1c — 47,6 %), финнов и эстонцев (преимущественно U5b), но с низкой частотой может быть обнаружена и в остальных частях Европы, на Ближнем Востоке и в Африке. Возраст финской линии U5b1b2 составляет около 6000 лет.
U5 определили у палеолитических обитателей Дольни-Вестонице (граветтская культура), живших 31 тыс. лет назад.
U5b2b определили у двух поздних эпиграветтских образцов из сицилийской пещеры Сан-Теодоро (San Teodoro 3 и San Teodoro 5), живших после последнего ледникового максимума (LGM) 15 322—14 432 лет назад.
U5b2b определили у образца Villabruna 1 (ок. 14 тыс. л. н.) из локации Рипари Виллабруна в Северной Италии (коммуна Соврамонте).
U5b1h определили у палеолитического обитателя Бишонского грота в Швейцарии, жившего 13 560—13 770 лет назад.
U5b1 определили у представителя мадленской культуры из Оберкасселя (Двойное захоронение в Оберкасселе), жившего 13,4 тыс. лет назад.
U5a2 определили у образца Sidelkino (11,55 тыс. л. н.) со стоянки Гора Маяк у села Сиделькино Самарской области.
U5b2 определили у образца HG1 из погребения 37 (Vasilyevka 3, 11 143—10 591 л. н.) в Васильевке-на-Днепре.
U5b1 определили у образца Arene Candide 16 (10 810±65 л. н.) из пещеры Арене Кандиде в Италии.
U5a2 определили у образца I1737 (9000—7500 лет до н. э.) из Василевки-на-Днепре.
U5b2b у определили мезолитического образца AVH-1 (10,211—9,91 тыс. л. н.) из пещеры Арма Вейрана (Arma Veirana) в Лигурийских Альпах (Италия).
U5a2d определили у трёх человек с мезолитической стоянки Гусиный Клюв (Huseby Klev) на западе Швеции (о. Уруст), живших около 9880—9540 лет назад. ДНК выделена из слюны, извлечённой из фрагментов дёгтя.

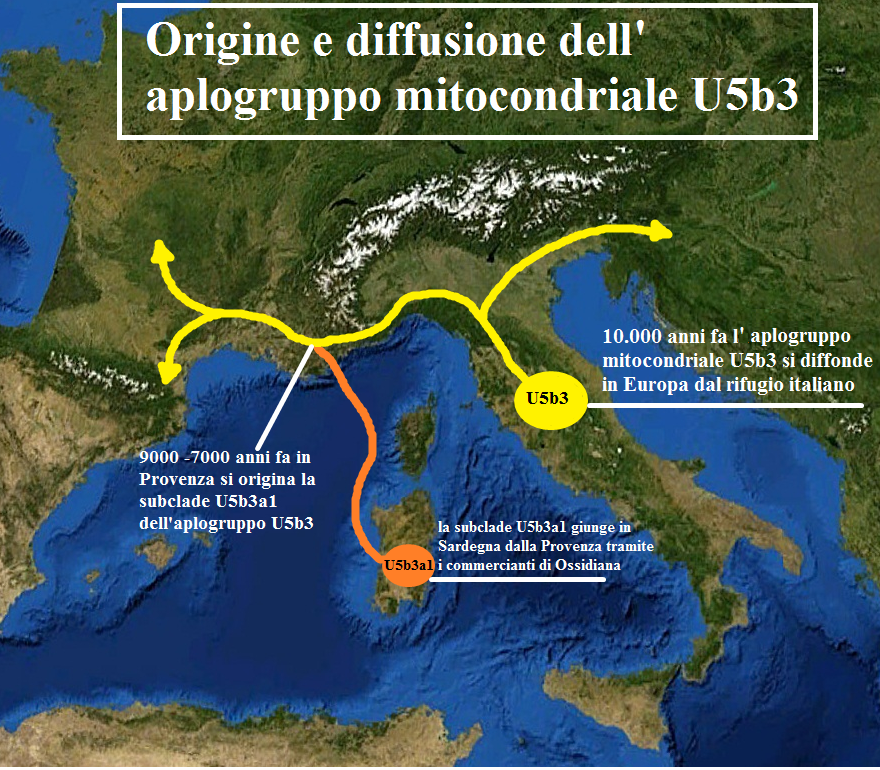
Происхождение и распространение митохондриальной гаплогруппы U5b3

Эта гаплогруппа обнаружена у темнокожего и голубоглазого Чеддарского человека (U5b1) — мумии эпохи мезолита из Англии, а также у ископаемых скелетов охотников-собирателей из Германии, Польши, Литвы и Испании.
U5b2 определили у трёх мезолитических образцов из Василевки-на-Днепре: I1819 (8825—8561 лет до н. э.), I1763 (8280—7967 лет до н. э.), I1734 (7446—7058 лет до н. э.).
U5a2 определили у мезолитического образца Lec2 (10,39 тыс. л. н.) из крымской пещеры Лесника (Lesnik Cave), известной также как Медвежья пещера (Bear Cave).
U5b2b3 определили у мезолитического образца MAD01 (6380—6107 лет до н. э., Y-ДНК: I2a1b1a2b) из Madonna Bianca в Северной Италии.
U5 определили у темнокожего мезолитического «человека из Лошбура» (5998 лет до н. э.) гаплогруппу.
U5b2c1 определили у темнокожего и голубоглазого мезолитического охотника-собирателя La Braña 1 из пещеры Ла Брана-Аринтеро, жившего около 7 тыс. лет назад на северо-западе Иберийского полуострова, и у его брата La Braña 2.
U5a1 определили у неолитического образца I1958 (4723—4558 гг. до н. э.) со стоянки со стоянки Мергень 6 на озере Мергень в Тюменской области.
U5b1b1 (U5b1b-a*) определили у неолитического образца I4893 (4446—4347 лет до н. э.) из пражского района Кобылисы (Чехия).
U5a1i определили у представителя хвалынской культуры.
U5 определили у представителя культуры кардиальной керамики.
U5b определили у трёх представителей неолитической сернийской культуры (север Франции).
U5a2+16362 определили у представителя трипольской культуры (3789—3650 лет до н. э.) из пещеры Вертеба.
U5a1 (U5a1i) обнаружена у представителя катакомбной культуры RK4001 (2451—2203 лет до н. э.).
U5 определили у представителей ямной культуры.
U5a1a обнаружили у представителей днепро-донецкой культуры.
U5a1d1 определили у образцов RV 1852 и 2018/1 со стоянки Риннюкалнс (Riņņukalns) на реке Салаца в Буртниекском крае на севере Латвии, U5a2b2 определили у образца RV 2039 (5300—5050 л. н.). Кроме того, у RV 2039 удалось зафиксировать следы возбудителя чумы грамотрицательной бактерии Yersinia pestis.
U5 определили у представителей межовской культуры.
U5a1a2a, U5a1b1 и U5a2c определили представителей унетицкой культуры из Чехии (Czech_EBA_Unetice	3850—4100 л. н.).
U5b2b5 обнаружили у 4000-летней головы египетской мумии из гробницы в коптской деревне Дейр эль-Берша.
U5b2b5 обнаружили у 4000-летней мумии Kadruka 1 с севера Судана (зуб KDR001.A).
U5a1a2a определили у образца I4773 (1618—1513 гг. до н. э.) из среднего-позднего бронзового века Казахстана (Aktogai_MLBA).
Редкий субклад U5b2c1 обнаружен у образца «Ариш» из пунического погребального склепа на холме Бирса недалеко от входа в Национальный музей Карфагена в Тунисе возрастом около 2500 лет назад (конец VI века до н. э.). Предполагается, что эта линия унаследована из Испании, колонизированной финикийцами.
U5a1b1 определили у мальчика из двойного захоронения в селе Чулице в окрестностях Кракова (395—418 гг., Y-хромосомная гаплогруппа N).
В финском Левянлухта были определены U5a, U5b и характерная для саамов U5b1b1a, у двух образцов из Холлолы (955—1390 гг.) определена гаплогруппа U5a2a1e.
U5a1a определили у одного из викингов с языческого захоронения Галгедил (Galgedil) на датском острове Фюн (700—1100 гг. н. э.).
U5b1g определили у средневекового (X век) жителя Исландии с озера Миватн.
U5a1g выявлена у крестоносца из Сидона (Ливан), жившего примерно в XI—XIII веках.
U5a1b1, U5a2, U5a2a1c определили у трёх женщин из Рубленого города в Ярославле (массовое захоронение № 76, 1238 год).
U5a2a1 определили у человека, жившего 700 л. н. и найденного на восточном Памире (Ташкурган), что указывает на происхождение от доисторического скотоводческого населения Волго-Уральского региона. U5a2a1 сохранился у некоторых представителей памирских народов.
U5a1a1 определили у пятимесячного эмбриона win002_all (Y-хромосомная гаплогруппа R1b-DF17>R1b1a1b1a1a2a1a2~-BY1806), обнаруженного в гробу епископа Лундского Педера Винструпа, похороненного в 1679 году.
Подгруппа U5a считается особо восприимчивой к синдрому приобретённого иммунного дефицита.

## Гаплогруппа U6

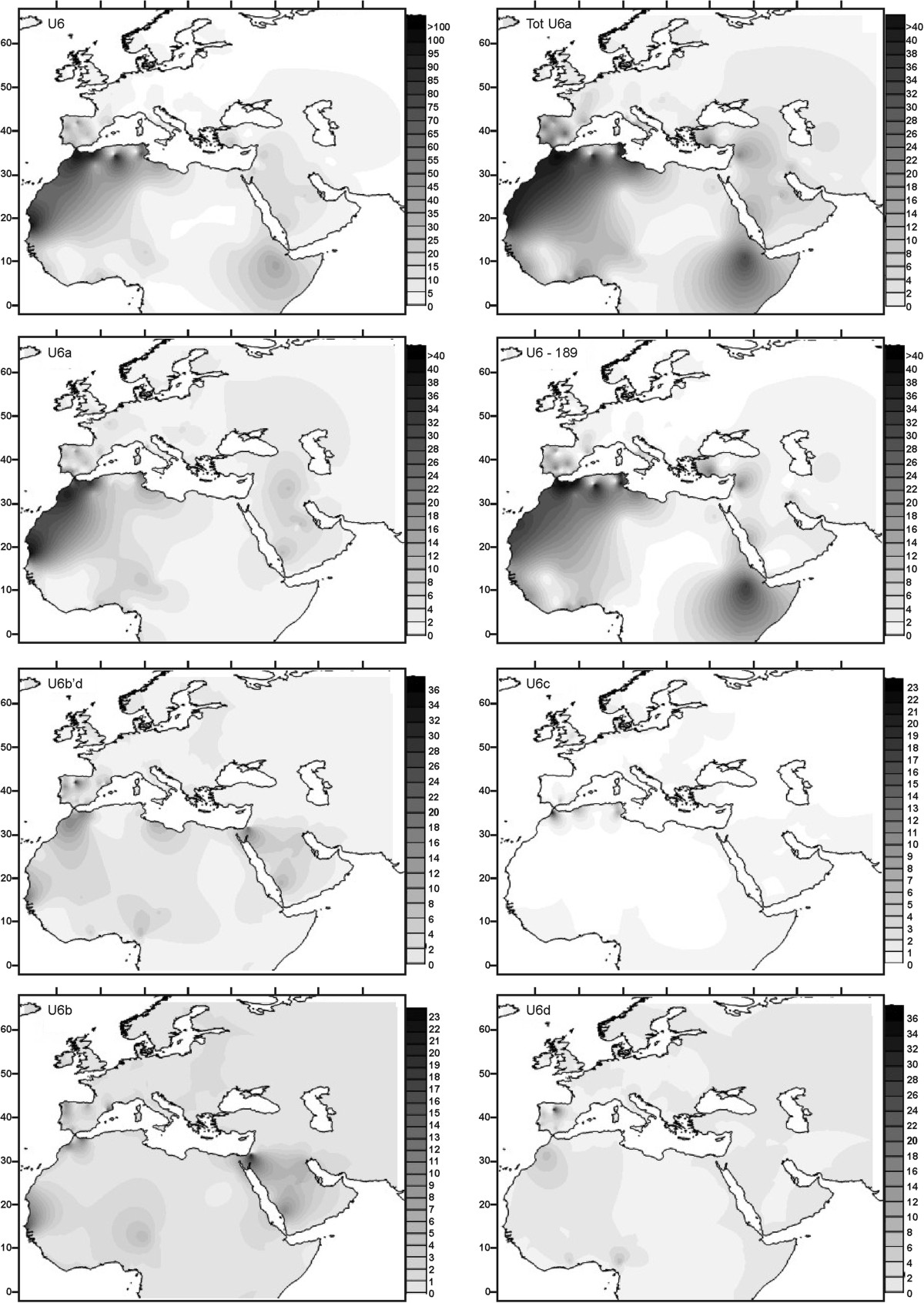
Частота субклад митохондриальной гаплогруппы U6

На уровне 10 % распространена в Северной Африке, особенно среди алжирских берберов (29 %), а также на Пиренейском полуострове, Канарских островах и в Восточной Африке. Хотя на Пиренеях распространение гаплогруппы U6 достигает максимума, считается, что возникла она не здесь, а либо в Леванте 40 тыс. лет назад, либо в Восточной Африке между 25 и 66 тыс. лет назад.
Примерно 45—40 тыс. л. н. преобладающие ныне североафриканские гаплогруппы M1 и U6 возникли в Юго-Западной Азии и вместе двинулись в Африку.
U6 начинает расширяться ~ 26 000 л. н.
Среди трёх основных подгрупп U6:
- U6a распространена от Канарских островов и Пиренейского полуострова до Сирии, Эфиопии и Кении с наивысшей частотой в Восточной Африке. Возраст: 24 тыс. л. н. Выделяется также U6a1, распространённая в тех же регионах, но выделившаяся около 15 — 20 тыс. лет назад.
- U6b встречается чаще в западных регионах, в Испании — на севере страны, кроме неё — в Марокко, Алжире, Сенегале и Нигерии. Возраст: 8,5 — 12 тыс. лет. Подгруппа U6b1, выделившаяся около 6 тыс. лет назад, встречается только на Пиренейском полуострове и Канарских островах.
- U6c имеется только в Марокко и на Канарских островах. Возраст: 6 — 17,5 тыс. лет. Не имеет мутации (16219), общей для U6a и U6b.

Базальная гаплогруппа U6* была обнаружена у образца PM1 возрастом 35 тыс. л. н. из румынской «пещеры Женщин» (Мьюрилор), что свидетельствует об обратной верхнепалеолитической миграции из Западной Евразии в Северную Африку.
U6 определена у обитателя грузинской пещеры Дзудзуана (Dzudzuana Cave), жившего 26 тыс. лет назад.
Субклады U6d3, U6a1b, U6a6b, U6a7b определены у образцов иберо-мавританской культуры из марокканского Тафоральта (ок. 14 тыс. л. н.).
U6d определена у энеолитического (4500—3900/3800 гг. до н. э.) образца I1187 из израильской пещеры Пкиин (Peqi’in Cave).
U6a1a1 определили у образца UE2298/MS060 из исламского некрополя XI века в городе Сегорбе (Кастельон, Валенсия, Испания).
U6a3 определили у образца VK116 (XII—XIII века) из Тронхейма.

## U2’3’4’7’8’9
Субклады U2, U3, U4, U7, U8 и U9 теперь считаются монофилетическими, их общий предок «U2’3’4’7’8’9» определяется мутацией A1811G, возникшей примерно между 42 000 и 48 000 годами назад (Behar et al., 2012). В пределах U2’3’4’7’8’9, субклады U4 и U9 могут быть монофилетическими, как «U4’9» (мутации T195C!, G499A, T5999C), возникшие между 31 000 и 43 000 лет назад (Behar et al., 2012).
U2’3’4’7’8’9 был найден в останках двух древних северных сибиряков (Ancient North Siberians, ANS) возрастом 31 600 л. н. с Янской стоянки, палеолитическая стоянка человека современного типа в Арктике (Якутия).
U2’3’4’7’8’9 был найден у образца Paglicci108 (28 тыс. л. н.) из итальянской пещеры Пальиччи. Граветтская культура археологическая культура кроманьонцев позднего палеолита..
U2’3’4’7’8’9 был найден у образца Rigney1 (15,690-15,240 тыс. л. н.), Кластер Эль-Мирон (El Mirón Cluster), Мадленская культура во Франции
U2’3’4’7’8’9 был найден у образцов эпиграветтской культуры Ориенте С (14200-13800 кал. лет назад) с острова Фавиньяна, у позднего эпиграветтского индивида San Teodoro 2 из пещеры Сан-Теодоро на Сицилии, мезолитического индивида Oriente B (9 377 ± 25 л. н.) с острова Фавиньяна (Эгадские острова), у раннемезолитических особей из сицилийской пещеры Гротта-дель-Уззо (провинция Трапани).
U2’3’4’7’8’9 был найден у образца Balma Guilanya (~13 тыс. л. н., Испания).
Географическое распространение U2’3’4’7’8’9 соответствует раннему распространению человеческих групп в Западную Европу и, как предполагается, пережило LGM в Иберийских и Апеннинских рефугиумах..
U4’9 определили у образца NEO283 (23,685 л. н. до н. э.) из карстового грота Котиас Клде,Грузия.
U4’9 был найден у итальянского образца Tagliente 2 (коммуна Греццана) возрастом 16 980 — 16 510 л. н. (эпиграветтская культура).

### Гаплогруппа U2
С низкой частотой встречается по всей Европе и на Ближнем Востоке.
Субклады U2a, U2b и U2c являются автохтонными гаплогруппами в Индии. В наборе данных по Центральной Азии (Comas et al. 2004) из 232 линий только 2 принадлежат к U2a, 1 — к U2c.
Гаплогруппа U2 (U2*) определена у образцов Kostenki 12(33—31,8 тыс. л. н.), Kostenki 14(38,7—36,3 тыс. л. н.), найденного на стоянке Маркина Гора Костёнковского комплекса стоянок в России.
U2 (субклад U2f2) определили у трёх образцов со стоянки Сунгирь Sunghir 2(35,3—32,2 тыс. л. н.), Sunghir 3(35,1—32,0 тыс. л. н.), Sunghir 4(34,5—33,5 тыс. л. н.) в России.
U2 определили у образцов Ostuni 2(29,3 — 28,6 тыс. лет) из Италии, Goyet Q53-1(28,2 — 27,7 тыс. лет), Goyet Q375-19(27,7 — 27,3 тыс. лет), Goyet Q56-16(26,6 — 26 тыс. лет) из пещеры Гойе (фр. Grottes de Goyet) в Бельгии. Граветтская культура (Граветт, Ла-Граветт, Лаграветтская, Граветянская) — археологическая культура кроманьонцев позднего палеолита.
U2e3 определили у охотницы-собирательницы I1960 (Tyumen_HG, 8166 л. н.) со стоянки Мергень 6 на озере Мергень (озеро) в Тюменской области (Россия).
U2 обнаружена у представителей синташтинской археологической культуры.
Гаплогруппа U2b2, характерная для Южной Азии, определена у представительницы хараппской (индской) культуры из Ракхигархи (2800—2300 гг. до н. э.).
U2e3a определили у представителя катакомбной культуры SA6003 (2474—2211 лет до н. э.).
U2e2 и U2e2a1a2 определили представителей унетицкой культуры из Чехии (Czech_EBA_Unetice 3850—4100 л. н.).
U2e1a1 и U2e2a1a2 определили у участников битвы на реке Толлензе, произошедшей более 3200 лет назад.
U2b2 определили у образцов I12142 и I12446 (1000—800 лет до н. э., Katelai) из долины Сват (Пакистан).
Один мужчина хунну из Duurlig Nars в Северо-Восточной Монголии, живший 2000 лет назад, оказался обладателем митохондриальной гаплогруппы U2e1.

### Гаплогруппа U3
В Европе и Средней Азии распространение зафиксировано на уровне 1 % населения, на Ближнем Востоке — 2,5 %. Носителями U3 является около 6 % населения Кавказа (у сванов наличие U3 составляет 4,2 %) и от 36 % до 56 % у цыган Польши, Литвы и Испании.
U3a2a1 определили у неолитического образца cay011 (ок. 10 тыс. л. н.) из Чайоню (Анатолия).
U3a определили у образца Ash033 (7870—7595 лет до н. э.) из Ашиклы-Хююка (Анатолия).
U3a1 определили у одного из 9 убитых около 5300 года до н. э. неолитических фермеров, найденных пещере Эльс Трокс (Бисаурри, Арагон, Пиренеи).
U3 определили у представителей днепро-донецкой культуры.
U1a’c, U3b, U3b1a, U3b3, U4a1 определили у образцов из пещеры B3 (Cave B3) в долине Бакаа (Baq҅ah Valley) в 20 км к северо-западу от Аммана (бронзовый век Иордании, 1424—1288 лет до н. э.).
U3b1b определили у образца VK555 (VIII век) из корабля «Салме-2» (волость Сальме, Эстония).
U3a1 определили у женского образца VK193 (X—XII века) из Гренландии.
U3a1c определили у образца VK125 (XII—XIII века) из Тронхейма.
U3a* определили у образца KRA004 из Кракауэр-Берга (Krakauer Berg) в Восточной Германии, датирующегося возрастом примерно 612 л. н. (666—558 л. н.).

### Гаплогруппа U4
Субклады U4: U4a, U4b, U4c и U4d.
Широко распространилась в Европе примерно 25 тыс. лет назад. Предполагается ближневосточное (анатолийское) происхождение субгаплогруппы U4.
Гаплогруппы U4a1, HV3, HV4, возможно, могут быть прослежены до неолита в Восточной Европе и на Кавказе. Эти линии мтДНК, вероятно, были вовлечены в позднеледниковую экспансию из восточноевропейских рефугиумов (мест выживания) после LGM (ледниковых периодов), (примерно за 12 000-19 000 лет до настоящего времени). U4a2a, U4a2* определенно моложе и датируются между 6400 и 8200 лет до настоящего времени, что позволяет предположить, что их расширение может быть связано с более поздними историческими событиями. Наиболее важным компонентом с точки зрения этнической истории славян является митохондриальный субкластер U4a2, скорее всего, центрально-восточноевропейского происхождения. Расширение этого подкластера можно объяснить рассредоточением культуры шнуровой керамики, которая процветала 5200-4300 л. н. в Восточной и Центральной Европе. Эта культура (также известная как культура боевых топоров) охватывала большую часть континентальной Северной Европы от реки Волги на востоке до реки Рейн на западе.
U4c1 определена у одного из образцов мехтоидов из Тафоральта, Марокко (19 800 лет до н. э.).
U4a1 определена у образца PES001 (10 785—10 626 лет до н. э., Y-хромосомная гаплогруппа R1a5-YP1301 (под R1a1b~-YP1272)) с могильника Песчаница 1 на озере Лача.
U4a2b и U4c1 выявлены у представителей иберо-мавританской культуры на территории Северной Африки (10 120—8550 лет до н. э.).
U4 определили у образца NEO497 (10081, no 7, grave 14) (8705 лет до н. э.), Y- R1a из Василевки-на-Днепре.
U4a1 определили у образца SF12(9033-8757 лет до н. э.), U4a2 у образца SF9 (9300-8988 лет до н. э.), могильник Stora Förvar, Stora Karlsö , у образца SBj, могильник Stora Bjers, Stenkyrka parish, остров в Балтийском море Готланд, Швеция (8963-8579 лет до н. э.).
U4b определили у образца I1733 (9000—7500 лет до н. э., Y: R1a) из Василевки-на-Днепре.
U4a (NEO537, Y: R-Y13202), U4a1, U4a2, U4d (NEO536, Y: R1b-P297) определили у образцов (от 8671±48 до 4600 лет до н. э.) с мезолитической стоянки культуры Веретьё у озера Кубенское в деревне Минино (Вологодская область).
U4a1 определили у образцов MN2002 (ок. 8595 лет до н. э., Y-хромосомная гаплогруппа R1a1-M459), MNN005 (ок. 8563 лет до н. э.), MNN003 (ок. 5610 лет до н. э., Y-хромосомная гаплогруппа CT) у озера Кубенское в деревне Минино, Вологодская область, Россия
U4 определили у образцов BVG1 (8112 лет до н. э.) и BVG2 (8988 лет до н. э.), найденным в многослойном торфяном участке Береговая 2, расположенном примерно в 150 км к северо-западу от Екатеринбурга.
U4a2 определили у образца Lepe51 (7940-7571 лет до н. э.) Лепенски-Вир, Сербия.
U4 определили у представителей эпохи мезолита или неолита в Карелии Оленеостровский могильник (Онежское озеро) (ок. 7500 лет до н. э.).
U4 определили у образца NEO17 (X82) (ок.7197 лет до н. э.), Y: I2-PF6915) из затопленной лодки, Hummervikholmen, Vest-Agder, Норвегия.
U4b1b1 определили у образцов BDB001 (7060-6611 calBCE), BDB002 Бад-Дюрренберг в Саксонии-Анхальт, Германия.
U4 определили у представителей эпохи неолита в Украине у образца Ukraine_N1=I1378 (6,469-6,293 лет до н. э.) днепро-донецкой культуры.
U4a2 определили у образца Spiginas4 (6440-6230 лет до н. э) из Литвы, относят к кундской культуре.
U4, U4a1 определили у представителей эпохи неолита в Латвии у образца Latvia_MN2 (6179-5750 лет до н. э.) и у образца Latvia_MN1 (6201-5926 лет до н. э.). Относят к культуре ямочно-гребенчатой керамики.
U4a определили у образца NEO671(F1586) (6709 лет до н. э., Y-хромосомная гаплогруппа R1b-V88), Железные Ворота, Schela Cladovei, Румыния
.
U4a2 или U4d определили у представителя хвалынской культуры, жившего 6700 лет назад.
U4d определили у образца NEO557(No 4, 8625, burial 11) (5900 лет до н. э., Y-хромосомная гаплогруппа R1b-Y13202), U4a1 у образца NEO556(No 3, 8623, burial 7) (5900 лет до н. э.) Каргопольская культура, Караваиха, Россия.
U5b1d1, U4a, U2e1 и архаичная Y-хромосомная гаплогруппа R1a5 (R1a1b~-YP1272) у представителей культуры гребенчатой керамики из местонахождения Кудрукюла (эст. Kudruküla, устье реки Нарва 5600 лет назад).
U4a2a определили у образца NEO212 (ок. 5,443 лет до н. э., Y-хромосомная гаплогруппа I2a), NEO204 (ок. 5,278 лет до н. э., Y-хромосомная гаплогруппа I2a-P220), Днепро-донецкая культура, Голубая Криница, Россия.
U4a определили у образцов I2074 (5602-5376 лет до н. э.) и I0992 (5002-4730 лет до н. э.) могильник Корчуган 1, погр. 1, Васьково 4, Межгорная котловина между отрогами Алтая и Саян; Новосибирская область, Россия.
U4d определили у образца NEO270 (ок. 5343 лет до н. э., Y-хромосомная гаплогруппа I2a-Y24472) эпохи неолита, Мамай гора, Украина.
U4a1 определили у образца 2017/01 (5300—5050 л. н.) со стоянки Riņņukalns на реке Салаца на севере Латвии.
U4a2 определили у образца NEO814 (ок. 5165 лет до н. э.), эпохи мезолита, Bodal K, Зеландия, Дания.
U4a1 определили у представителя льяловской культуры NEO185 (ок. 5078 лет до н. э., Y: Q-YP761); U4b1b1 определили у образца NEO194 (ок. 3647 лет до н. э., Y: R1b1a1a1-Y13200/M73) со стоянки Сахтыш IIA (Ивановская область, Россия).
U4a2 определили у образца NEO746 (ок. 5036 лет до н. э., Henriksholm-Bøgebakken (Vedbæk), Y:  I-L596), Зеландия, Дания.
U4a1 определили у образца NEO78 (ок. 5003 лет до н. э.), Y: Q1a2b-YP1669) из могильника эпохи неолита Омская стоянка 2 (Омская область, Россия).
U4a образец NEO302 (N134, Ukraine; n7)(ок. 4889 лет до н. э., I2a-L699) могильник Волненский и NEO305(N133, Ukraine; n15) (ок. 4661 лет до н. э., Y: I-L1443) могильник Васильевский, Днепро-донецкая культура, Украина.
U4a1 определили у представителя эпохи неолита GE83 (KOP002) (5200—4850 лет до н. э.) на острове Эланд в Швеции.
U4 определили у представителей эпохи неолита (Ajv4, Fri24, Ire5, Ire4) на острове Готланд в Швеции (5000—4400 лет до н. э.).
U4a1 определили у образца NEO498 (ок. 5106 лет до н. э., Y: R1b), эпохи мезолита и у NEO508 (ок. 4354 лет до н. э.) эпохи неолита, Вовниги2 (Украина).
U4a1 определили у образцов I5875 (5291-5060 лет до н. э.) и I5892 (5301-4982 лет до н. э.) могильник Дереивка, Украина.

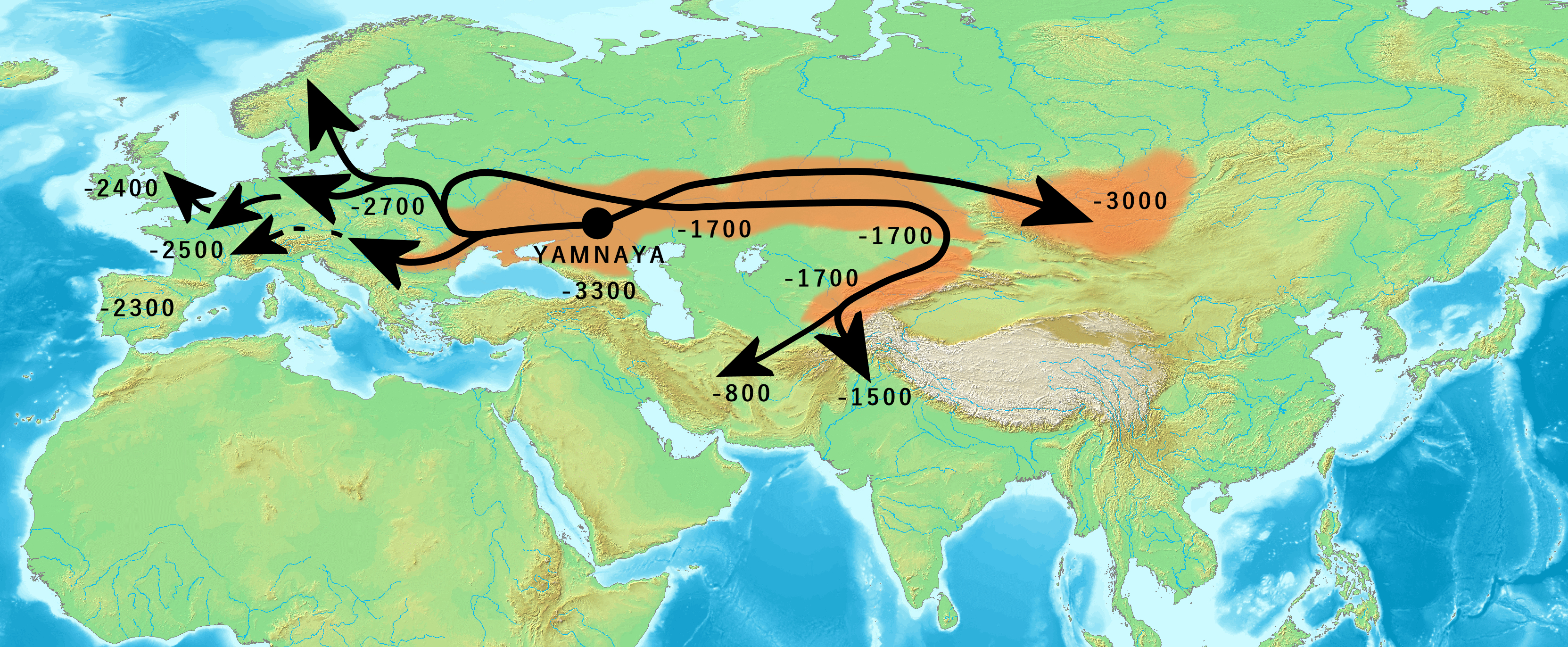
Миграция людей, связанных с ямной культурой:
- 3000 г. до н. э.: первоначальная миграция на восток, положившая начало афанасьевской культуре, возможно, прототохарской.
- 2900 г. до н. э.: миграции на северо-запад, несущие культуру шнуровой керамики, превращаясь в культуру колоколовидных кубков, возможно, предок итало-кельтов (оспаривается).
- 2700 г. до н. э.: миграция шнуровиков на восток, переходящая в Фатьяново-Баланово (2800 г. до н. э.) → Абашево (2200 г. до н. э.) → Синташта (2100—1900 гг. до н. э.) → Андроново (1900—1700 гг. до н. э.).

U4a2 определили у образцa C3349 (5043-4019 лет до н. э.), U4b1a1a1 определили у образцa C3350 (2722—2426 лет до н. э.) из могильника Songshugou уезда Зимунай в округе Алтай (Синьцзян-Уйгурский автономный район, Китай).
U4d3 определили у представителя чемурчекской культуры C1707 (4814-4450 лет до н. э.) из могильника Bolati уезда Бурчун в округе Алтай Или-Казахского автономного округа Синьцзян-Уйгурского автономного района Китая.
U4a1 определили у представителя чемурчекской культуры C1703 (4200 лет до н. э.) могильник Tuoganbai уезда Каба в округе Алтай Синьцзян-Уйгурского автономного района КНР.
U4a1 определили у образцов Zv162 (4470 ± 72 лет до н. э.) и Zv317 (3890 ± 67 лет до н. э.) у представителя кундской культуры из могильника Звейниеки на севере Латвии, на северном берегу озера Буртниекс в устье реки Руя.
U4b1b2 определили у представительницы трипольской культуры этапа BI-II KYT-SSX (4049-3820 лет до н. э.) из урочища Коломийцев Яр близ Копачова (Обуховский район Киевской области).
U4d1 определили у представителя унетицкой культуры из Чехии (Czech_EBA_Unetice 3850—4100 л. н.).
U4a1 определили у образцов могильника Большой в Карелии (Мурманская область) (ок. 3500 лет до н. э.).
U4a определили у образца NEO83 (ок. 3716 лет до н. э., Y: R1b-L1432) эпохи неолита. Боровянка 17, Омская область, Россия.
U4a1 определили у женщины с позднетрипольской стоянки Gordinești в Молдавии (3500—3100 лет до н. э.).
U4c1 определили у образцов SIJ003(BZNK-279/1) (3349-3033 лет до н. э.), SIJ002(BZNK-278/1) (3349-3033 лет до н. э., Y: L), SIJ001(BZNK-278/1) (3329-3022 лет до н. э.), Синюха, могильник поздней майкопской культуры в Адыгее (Россия).
U4a2 определили у образцов VEK006, VEK007 Y: J2), VEK008 (3000-2800 лет до н. э.). Курганы «Харман-тепе», Куро-араксская культура, село Великент в Дербентском районе Дагестана.
U4a2 определили у образца MK3003(BZNK-051/1) (2577-2476 лет до н. э.) из курганного могильника «Маринская-3», курган 1, м. 7, U4d3, (Y-DNA: R1b1a2) у образца RK4002(BZNK-304/2) (2831-2489 лет до н. э.) из курганного могильника «Расшеватская-4», Катакомбная культурно-историческая общность, Россия
U4a2f определили у образца NEO121(MAN 15, A, 101) (ок. 2577 лет до н. э., Y: I2a-Z27038) эпохи палеолита, пещера Grotte Mandrin, Rhone-Alpes, Франция.
U4a1 определили у образца IVA001 (2,864-2,496 лет до н. э.) с могильника Ивановогорский фатьяновской культуры, Россия.
U4d3 определили у представителя катакомбной культуры RK4002 (2831—2489 лет до н. э.).
- 3000 г. до н. э.: первоначальная миграция на восток, положившая начало афанасьевской культуре, возможно, прототохарской.
- 2900 г. до н. э.: миграции на северо-запад, несущие культуру шнуровой керамики, превращаясь в культуру колоколовидных кубков, возможно, предок итало-кельтов (оспаривается).
- 2700 г. до н. э.: миграция шнуровиков на восток, переходящая в Фатьяново-Баланово (2800 г. до н. э.) → Абашево (2200 г. до н. э.) → Синташта (2100—1900 гг. до н. э.) → Андроново (1900—1700 гг. до н. э.) .

U4a2 определили у образцa C4255 (2,678-2,356 лет до н. э.) могильник Eminhuojierte уезда Дурбульджин в округе Чугучак Синьцзян-Уйгурского автономного района КНР.
U4 определили у представителей ямной культуры, андроновской культуры.
U4d1 определили у образца NEO51(MHM 4555, Grave 105) (ок. 2391 лет до н. э.), Баальбергская культура, Kastanjegården, Skåne Швеция.
U4a2 определили у образцa C3319, U4b1a4 определили у образцa C3313 (2345-2159 лет до н. э.) могильник Caishichang уезда Нилки в составе Или-Казахского автономного округа Синьцзян-Уйгурского автономного района КНР.
U4a1 определили у образца I0231= SVP3 в могильнике Екатериновка, Самарская область. Ямная культура, (2310 год до н. э.).
U4b1a1a1 определили у образца NEO737(individ X, PMD 206) (ок. 2161 лет до н. э., Y: R1b-P310), U4c1 определили у образца NEO735(Individ III, PMD 200) (ок. 2045 лет до н. э., Y: R1b-P310), эпоха среднего неолита B/позднего неолита, Borreby (остров Зеландия, Дания).
U4a2 определили у образца NEO76(IPDN 48-1, pit 3) (ок. 2117 лет до н. э.) эпохи неолита — халколита, Остров2, Тюменская область, Россия.
U4a2 определили у образца NEO878(Kyndeløse XIII, not in PMD) (ок. 2088 лет до н. э.) эпоха среднего неолита/позднего неолита, Kyndeløse (Зеландия]], Дания).
U4a1a определили у образца NEO946(NM 271/45, AS 30/45, Reol: 33:12) (ок. 1195 лет до н. э., Y: Q-F1213) эпоха среднего неолита A Hove Å, (Зеландия, Дания).
U4b1a4 определили у образцa C387 (1727-1575 лет до н. э.), U4a2 определили у образцa C401 (1727-1575 лет до н. э.) могильник Hetian уезда Лоп в округе Хотан Синьцзян-Уйгурского автономного района КНР.
U4a1a определили у образцов ARZ-T25, ARZ-T29 (700 ± 25 н. э.) в курганах Аржан-1 и Аржан-2 у представителей алды-бельской (части уюкской культуры) скифо-сибиряков железного века.
U4d2 определили представителя неволинской культуры Bartym3/Bartim16/B (428—591 гг., Phase II) из Бартыма (Пермский край) и у образца с озера Уелги (Челябинская область). Носителей считают представителями древних венгров, которые произошли из Уральского региона России и мигрировали через Среднее Поволжье и восточноевропейские степи в Карпатский бассейн в девятом веке нашей эры..
U4a1 определили представителя пазырыкской культуры Ak-Alakha-5, mound 4, burial 2 (400-300лет до н. э.), Алтай, плоскогорье Укок, курганы в долине реки Акалаха.
U4, U4a3 определили у представителей тагарской культуры.
U4a1 и U4a2 встречается в современной популяции Центральной и Восточной Европы (русские, белорусы, украинцы, поляки и словаки) — в среднем 4,6 %; Северо-Восточная Европы (финны, карелы, эстонцы, латыши, литовцы) — в среднем 2,5 %; Волго-Уральского региона(марийцы, коми-зыряне, коми-пермяки, мордва, удмурты, чуваши, татары, башкиры) — в среднем 6,7 %. Центральной и Западной Европы (британцы, немцы, чехи, австрийцы, швейцарцы, боснийцы, словенцы, итальянцы, французы, испанцы и португальцы)- в среднем 1,1 %.
U4 более 3 % встречается в некоторых современных популяциях Испании: Кантабрия — 3,8 %; Каталония — 3,8 %; Франции: Бирон (Атлантические Пиренеи) — 6,2 %; Сарта и Мен и Луара — 4,4 %; Атлантическая Луара — 4 %; Великобритания: Корнуолл — 4,3 %; в некоторых частях Германии до 6,3 %; в Австрии — 4 %; в Швейцарии — 3,9 %
Гаплогруппа U4a1 характеризуется также западно-сибирским распространением, встречающимся с самой высокой частотой (7-21 %) в таких популяциях, как кеты и U4a, U4c у народа нганасаны. В другом исследовании указано на распространение гаплогруппы U4 с беспрецедентно высокой частотой — 28,9 % у кетов, 20,8 % у энцев/нганасан и 16,3 % у манси.
На Кавказе и Турции U4 встречается в Грузии (18 %), в Армении (6,8 %), в Турции (1 %).
Из современных народов за пределами Европы и Кавказа U4 встречается особенно в Иране (3 %) и по всей Центральной Азии, особенно в Кыргызстане (3 %), Туркменистане (3 %), Узбекистане (2,5 %) и Казахстане (2 %), а также в части Сибири, особенно в Республике Алтай (5 %) и среди носителей языков ханты и манси (12 %). U4 также встречается с высокой частотой у некоторых этнических групп в Пакистане и Афганистане, в том числе у белуджей (2,5 %), хунза бурушо (4,5 %), хазарейцев (8 %), парсов (13,5 %) и особенно у калашей Гиндукуша (34 %).
Описание Ульрике (Ulrike)(U4) от Брайана Сайкса:
Клан Ульрике по-немецки «Хозяйка всего») не входит в число первоначальных кланов «Семи дочерей Евы» (семь главных митохондриальных европейских родословных), но, имея в своем составе чуть менее 2 % европейцев, он претендует на то, чтобы быть включенным в число численно важных кланов. Ульрике жила около 18 000 лет назад в холодных убежищах Украины на северных границах человеческого обитания. Хотя потомки Ульрике редко встречаются, клан сегодня встречается в основном на востоке и севере Европы с особенно высокой концентрацией в Скандинавии и странах Балтии.

### Гаплогруппа U7
Во многих европейских популяциях гаплогруппа U7 отсутствует, но на Ближнем Востоке частота её распространения превышает 4 %, достигая 10 % среди жителей Ирана и вновь опускаясь до 5 % в Пакистане. На западе Индии к носителям этой гаплогруппы относится 12 % населения, но в остальных регионах страны — только 2 %. Родиной U7 считают Иран или западную Индию.
U7 определили у неолитического образца Tutkaul 1 (8419—8026 лет до настоящего времени, Y-хромосомная гаплогруппа Q1b2a, ANE) со стоянки Туткаул в Таджикистане.
Одна из женщин, похороненных в Осебергском корабле, имела гаплогруппу U7.

### Гаплогруппа U8
- U8 определена у позднепалеолитического образца BK-1653 возрастом ок. 34,5 тыс. л. н. из пещеры Бачо Киро в Болгарии[141]
- U8c обнаружена у палеолитического образца Vestonice 13 из Дольни-Вестонице (Чехия), жившего 31 тыс. лет назад[11]
- U8c обнаружена у образца Sunghir 1 (33,9—31,8 тыс. л. н.) со стоянки Сунгирь[79]
- U8c определили у представителя граветтской культуры Paglicci 12 из Италии[18]
- U8a определили у представителей мадленской культуры[13]
- U8a специфична для басков. Поскольку в Северной Африке отсутствует, считается, что она занесена из Западной Азии[2]
- U8b1a2 и U8b1b определили у представителей трипольской культуры (3700—3500 лет до н. э.)[142]
- U8a1 обнаружен у двух представителей унетицкой культуры[143]
- U8b найдена в Италии и Иордании[2]
- U8b1a2 обнаружен у двух представителей майкопской культуры[144]

## Гаплогруппа UK
Считается, что носители гаплогруппы UK мало восприимчивы к синдрому приобретённого иммунного дефицита.